# Plagen van Egypte
De Plagen van Egypte of de Tien plagen (Hebreeuws: עשר המכות, Eser Ha-Makot) zijn, volgens Exodus in de Hebreeuwse Bijbel, tien rampen die JHWH in het Oude Egypte zou hebben veroorzaakt, omdat de farao de Israëlieten niet toestond Egypte te verlaten. In chronologische volgorde waren dit:
1. Water verandert in bloed
2. Kikkerplaag
3. Luizen of muggenplaag
4. Steekvliegenplaag
5. Veepest
6. Zweren
7. Hagel
8. Sprinkhanenplaag
9. Duisternis
10. Dood van eerstgeborenen

Sommige uitleggingen stellen dat het ware doel van de plagen was de Israëlieten te doen geloven in de almacht van God. Dit wordt gebaseerd op het feit dat herhaaldelijk te lezen is dat JHWH de farao het vertrek van de Israëlieten liet weigeren, zodat JHWH de farao met een volgende plaag kon treffen. Zo zou JHWH hebben getracht (via de farao) zijn macht te demonstreren aan de Israëlieten. In die zin zou de farao een middel van God zijn geweest en niet zozeer de bestrafte. Dat laatste moest hij slechts zijn in ogen van de Israëlieten.

## Details over de plagen
| Nr. | Beschrijving                    | Hebreeuws                  | Vindplaats                 | Synopsis | Reactie                                                                 | Afbeelding |
| --- | ------------------------------- | -------------------------- | -------------------------- | --- | ----------------------------------------------------------------------- | ---------- |
| 1   | Water verandert in bloed        | דָם, dam                    | Exodus 7:14-25             | Mozes en Aäron kregen van God de opdracht met de staf van Mozes op de Nijl te slaan. Aäron moest de staf vervolgens boven alle waterbronnen in Egypte houden. Het water in de Nijl en alle overige waterbronnen veranderde in bloed. De raadsmannen van de farao vonden eveneens een manier om water in bloed te veranderen waardoor de farao besliste om de Israëlieten niet te laten vertrekken. | geen reactie                                                            |            |
| 2   | Kikkers                         | צְּפַרְדֵּעַ, tsefardea           | Exodus 8:1-15              | God gaf via Mozes Aäron de opdracht om de staf boven het water te houden. Er verschenen ontelbare kikkers. De raadsmannen van de farao vonden eveneens een manier om deze kikkers te laten verschijnen. Omdat er geen manier werd gevonden om de plaag ongedaan te maken, gaf de farao Mozes toestemming om de Israëlieten te laten vertrekken. Hij trok deze beslissing in toen bleek dat de kikkers de volgende dag waren gestorven. | Farao vraagt Mozes te bidden zodat de plaag stopt, maar geeft niet toe. |            |
| 3   | Luizen (Statenvertaling) Muggen | כִּנִּים, kiniem               | Exodus 8:16-19             | God gaf via Mozes Aäron de opdracht om de staf in het zand te steken. Er verscheen een ontelbaar aantal luizen. [Aäron strekte zijn hand uit met zijn staf en sloeg het stof der aarde, en de muggen kwamen op mens en dier. Alle stof der aarde werd muggen in het gehele land Egypte.] De raadsmannen van de farao waren niet in staat om zelf zulke plaag te veroorzaken en zagen dit als een teken van God. | Geeft niet toe, ook al kunnen zijn tovenaars dit niet                   |            |
| 4   | Steekvliegen                    | עָרוֹב, arov                 | Exodus 8:20-32             | Van deze plaag met steekvliegen hadden enkel de Egyptenaren last. De farao vroeg Mozes om de plaag ongedaan te maken in ruil voor de belofte dat de Israëlieten mochten vertrekken. Nadat de plaag verdreven was, kwam de farao terug op zijn belofte. | Gedeeltelijke concessie (niet te ver) weer ingetrokken.                 |            |
| 5   | Veepest                         | דֶּבֶר, dewer                 | Exodus 9:1-7               | Ook deze plaag trof enkel de Egyptenaren. Al het vee kreeg de pest en de voedselvoorraden werden aangetast. | geen                                                                    |            |
| 6   | Zweren                          | שְׁחִין schin                 | Exodus 9:8-12              | God gaf via Mozes Aäron de opdracht om roet in de lucht te gooien in aanwezigheid van de farao. De Egyptenaren kregen een soort huidziekte en stonden vol zweren. Ook de raadsmannen van de farao werden besmet. Omdat zij geen medicijn vonden, beschouwden ze deze plaag als een teken van God. | Geen. De tovenaars van de farao staan nu machteloos.                    |            |
| 7   | Hagel                           | בָּרָד, barad                 | Exodus 9:13-35             | God gaf Mozes de opdracht om zijn staf in de lucht te houden. Er ontstond een enorm onweer met hagel en vuur dat bijna gans Egypte vernielde. Enkel het land waar de Israëlieten leefden, bleef ongeschonden. De farao beval Mozes om in de woestijn te bidden. Als het onweer zou stoppen, mochten de Israëlieten vertrekken. Tijdens het bidden stopte het onweer effectief, maar de farao kwam alweer terug op zijn belofte. | Farao geeft toe, maar trekt toezegging weer in.                         |            |
| 8   | Sprinkhanen                     | אַרְבֶּה, arbe                 | Exodus 10:4-20             | Mozes ging naar de farao en vertelde dat als de Israëlieten niet mochten vertrekken, er een sprinkhanenplaag zou komen. De raadsmannen smeekten de farao om toe te geven, maar van hem mochten enkel de mannen vertrekken. Daarop richtte Mozes zijn staf in de lucht. Er ontstond een wind die talloze sprinkhanen meevoerde. De sprinkhanen aten alle bomen, struiken, planten, ... kaal en verwoestten de voedselvoorraden. De farao liet toe dat de Israëlieten vanaf nu vrij mochten bidden in de woestijn. Tijdens het gebed ontstond een nieuwe windvlaag die alle sprinkhanen meevoerde naar de Rode zee waarin ze verdronken. | Farao wil alleen de mannen laten gaan.                                  |            |
| 9   | Duisternis                      | חוֹשֶך chosheg               | Exodus 10:21-29            | Deze plaag was meer een aanslag op de Egyptische zonnekoning Ra. God gaf Mozes opdracht om zijn handen in de lucht te steken. Egypte belandde daarop voor drie dagen in duisternis. De farao gaf toestemming om de Israëlieten te laten vertrekken, maar het vee moest blijven. Mozes ging niet akkoord omdat het vee nodig was om offers te brengen aan God. De farao dreigde dat Mozes zou worden geëxecuteerd als hij hem nogmaals zou bezoeken. Mozes antwoordde dat dit sowieso zijn laatste bezoek was. | Israëlieten mogen gaan, maar zonder vee.                                |            |
| 10  | Dood van eerstgeborenen         | מַכַּת בְּכוֹרוֹת, makat bechorot | Exodus 11:4-10 en 12:29-30 | God gaf Mozes de opdracht om de deuren van de Israëlieten te besmeren met bloed van een lam. Het lam was een heilig dier voor Egyptenaren. De volgende dag waren in de huizen die niet besmeerd waren alle eerstgeboren kinderen dood. De farao was bang dat hij de volgende zou zijn die stierf en gaf toestemming aan de Israëlieten om te vertrekken. Deze laatsten vertrokken de volgende nacht omdat ze terecht vreesden dat de farao zou terugkomen op zijn belofte. (zie: De doortocht). | Israëlieten moeten haastig gaan.                                        |            |

## Wetenschappelijke verklaring

De vulkaankrater van Santorini

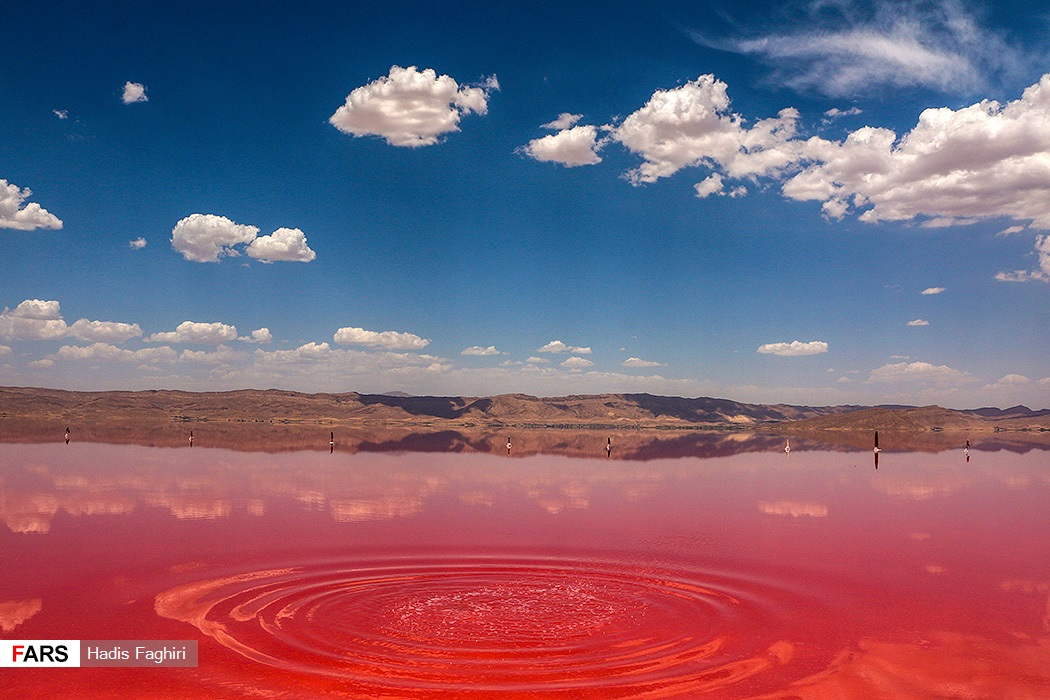
Roodtij veroorzaakt door algen

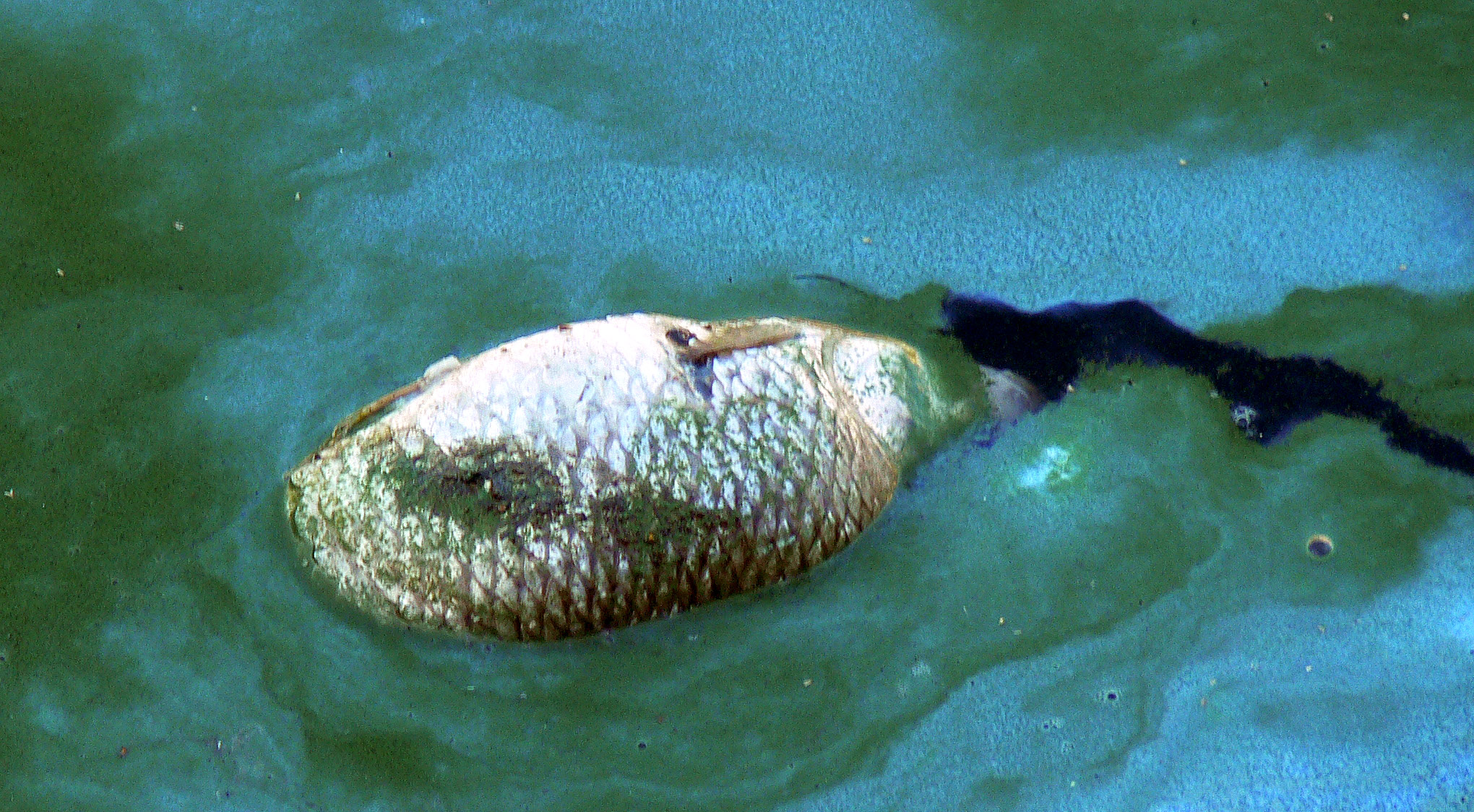
Vissterfte door algenbloei

Het gebrek aan bewijs in de Egyptische archeologie en geschiedenis doet wetenschappers vermoeden dat de plagen niet daadwerkelijk hebben plaatsgevonden zoals in Exodus beschreven, maar dat de verhalen samentrekkingen achteraf zijn van redelijk normale gebeurtenissen en aangepast voor polemische of propagandadoeleinden.
Een van de verklaringen is gebaseerd op de uitbarsting van een vulkaan ter hoogte van Santorini tussen 1600 en 1500 voor Christus. Deze uitbarsting zou te vergelijken zijn met die van de Krakatau en zou een nucleaire winter hebben kunnen veroorzaken, wat de vermelde duisternis zou kunnen verklaren. De as zou het mineraal cinnaber, dat het giftige kwik bevat, in het water hebben kunnen doen belanden. Het heeft een bloedrode kleur en zou de dieren in het water vergiftigen. Een andere verklaring is, dat het water zou zijn roodgekleurd door rode algen, zoals de  cyanobacterie Planktothrix rubescens, die bij algenbloei het water rood kleurt.
- Water verandert in bloed:
  - Uit onderzoek is gebleken dat de Nijl restanten bevat van as afkomstig van de vulkaan ter hoogte van Santorini. Deze as kan het water hebben vergiftigd waardoor de vissen stierven.
  - De Nijl werd besmet met (giftige) rode algen (zoals dinoflagellaten en het fenomeen van roodtij). De algen kleurden dusdanig het water rood. Ofwel stierven de vissen aan de giftige algen, ofwel verhinderden de algen dat er zuurstof in het water kwam waardoor de vissen stikten. De bijbel vertelt verder dat ook de Egyptische geleerden het water in bloed konden veranderen. Wellicht sloegen deze met hun eigen staf op het water, waardoor bioluminescentie van de algen zichtbaar werd.

- Kikkers:
  - Omdat de vissen stierven in het vergiftigde water, is er een kans dat er in eerste instantie meer kikkerdril overleefde en dus ook meer kikkers waren.
  - Men kan ook aannemen dat de kikkers volop het vergiftigde water verlieten om op zoek te gaan naar rein water. Daardoor was er een migratie van een grote kikkerpopulatie.
- Luizen/muggen:

Door het vergiftigde water was er minder hygiëne. Daardoor kregen luizen en andere parasieten meer kans om zich uit te breiden.
Kikkers hebben water nodig om te overleven. De kikkers stierven ofwel in de vergiftigde Nijl ofwel tijdens hun tocht op zoek naar rein water. Vissen en kikkers eten normaal de larven van insecten, maar door een tekort aan vissen en kikkers overleefden veel meer larven. De bijbelvertaling muggen is hier dan ook logischer.
- Steekvliegen:

Veel dode rottende vissen en kikkers in de Nijl veroorzaakten een toename van Steekvliegen. Dit heeft waarschijnlijk nog meer insecten aangetrokken. Deze insecten dragen ziekten met zich mee of kunnen na een beet bacteriële infecties veroorzaken.
- Veepest en Zweren:

Een plaag van steekvliegen en andere insecten kan dan ook een epidemie van veepest, zweren en dergelijke veroorzaken.
- Hagel:

Vulkanische activiteit kan het weer beïnvloeden. Er komt niet enkel as uit vulkanen, maar ook zwavel. Als er veel as in de lucht is, houden deze het zonlicht tegen waardoor het kouder wordt (wat onder andere ook bij de uitbarsting van de Krakatau gebeurde). Deze combinatie kan hagel en onweersbuien veroorzaken.
- Sprinkhanen:  
  - De hagel of lagere temperatuur kan de gewassen hebben vernietigd/mislukken waardoor de voedselvoorraad van veel dieren en insecten wegviel. Hierdoor gingen de dieren en insecten op zoek naar het weinige resterende eten en aten/vernietigden dit.
  - Door de overvloedige regenval begon het gewas te gedijen en kwamen de sprinkhanen-eieren massaal uit. Ook waren er door het vervuilde water minder natuurlijke vijanden, zoals kikkers en vogels. Ook vandaag de dag worden bepaalde gebieden op aarde nog met enige regelmaat overstelpt door zwermen sprinkhanen.[5]
- Duisternis: Hiervoor kunnen enkele verklaringen zijn:
  - eclips, maar duurt korter dan de drie dagen van de Exodus;
  - zandstorm;
  - de zwermen sprinkhanen die het zonlicht gedeeltelijk blokkeren;
  - een gevolg van de uitbarsting van de vulkaan ter hoogte van Santorini, waardoor het zonlicht niet door de as dringt die in de lucht hangt.
- Dood van eerstgeborenen: 
  - Zowel de eerstgeboren mensen als het eerstgeboren vee stierf door het vergiftigde water, mislukte oogsten en ziekten.
  - Voedselvergiftiging: Daar waar de Egyptenaren opslagplaatsen hadden voor hun voedselvoorraden was dit bij de Israëlieten niet zo gebruikelijk. Daardoor is het eten van de laatsten verser. Omdat de oogst was mislukt, was er honger. Bij hongersnood was het gebruikelijk dat men het eten onder de kinderen zo verdeelt dat de oudste het meeste eten krijgt. Het graan in de opslagplaatsen van de Egyptenaren kan aangetast geweest zijn met ziektes, schimmels (Cladosporium), ... veroorzaakt door de insectenplagen. Men mag niet vergeten dat er wellicht duizenden insecten in die graanvoorraaden leefden, hun uitwerpselen daar achterlatend, in de granen zijn gestorven. Omdat men het oudste kind dus meer eten gaf, kreeg dit ook meer giftige stoffen binnen.
  - Simcha Jacobovici stelt in zijn documentaire The Exodus Decoded dat de bedden van de Egyptenaren in een bepaalde "hoogte" stonden. Het laatstgeborene kind had het privilege om dicht bij de grond te slapen. Oudere kinderen verschoven een bed naar boven en belandden soms op het dak. Een bijkomende uitbarsting van de vulkaan nabij Santorini zou giftige gassen kunnen verspreiden die zwaarder waren dan lucht en daardoor boven de grond bewogen en niet in de huizen geraakten. Eerstgeboren kinderen die die bewuste nacht buiten sliepen, stikten daardoor.

## Rijmpje
Om de plagen en de volgorde ervan makkelijk te kunnen onthouden wordt het volgende rijmpje gebruikt:
bloed en kikker
mug en prikker
pest en puist
hageldruist
sprinkhaan, dikke duisternis
dood die 't eerst geboren is.
- Library of Congress Control Number: sh85102599
- Nationale Bibliotheek van Israël: 987007550797605171